# كلاينت بولتون
كلاينت بولتون (بالإنجليزية: Clint Bolton)‏ (22 أغسطس 1975 ببوندابيرج في أستراليا - ) هو لاعب كرة قدم أسترالي في مركز حراسة المرمى. شارك مع منتخب أستراليا تحت 20 سنة لكرة القدم ومنتخب أستراليا الوطني لكرة القدم تحت 23 سنة ومنتخب أستراليا لكرة القدم. أما مع النوادي، فقد لعب مع سيدني إف سي وسيدني تايغرز ونادي سيدني أوليمبيك ونادي ملبورن سيتي وبريزبان سترايكرز ‏ وباراماتا باور ‏ وFraser Park FC ‏.

## روابط خارجية
- كلاينت بولتون على موقع الاتحاد الدولي (مؤرشف)  (الإنجليزية)
- كلاينت بولتون على موقع قاعدة بيانات كرة القدم.إي يو (الإنجليزية)
- كلاينت بولتون على موقع ناشيونال فوتبول تيمز (الإنجليزية)
- كلاينت بولتون على موقع عالم كرة القدم.نت (الإنجليزية)
- كلاينت بولتون على موقع أوليمبيديا (الإنجليزية)